# Эльдорадо (небоскрёб)

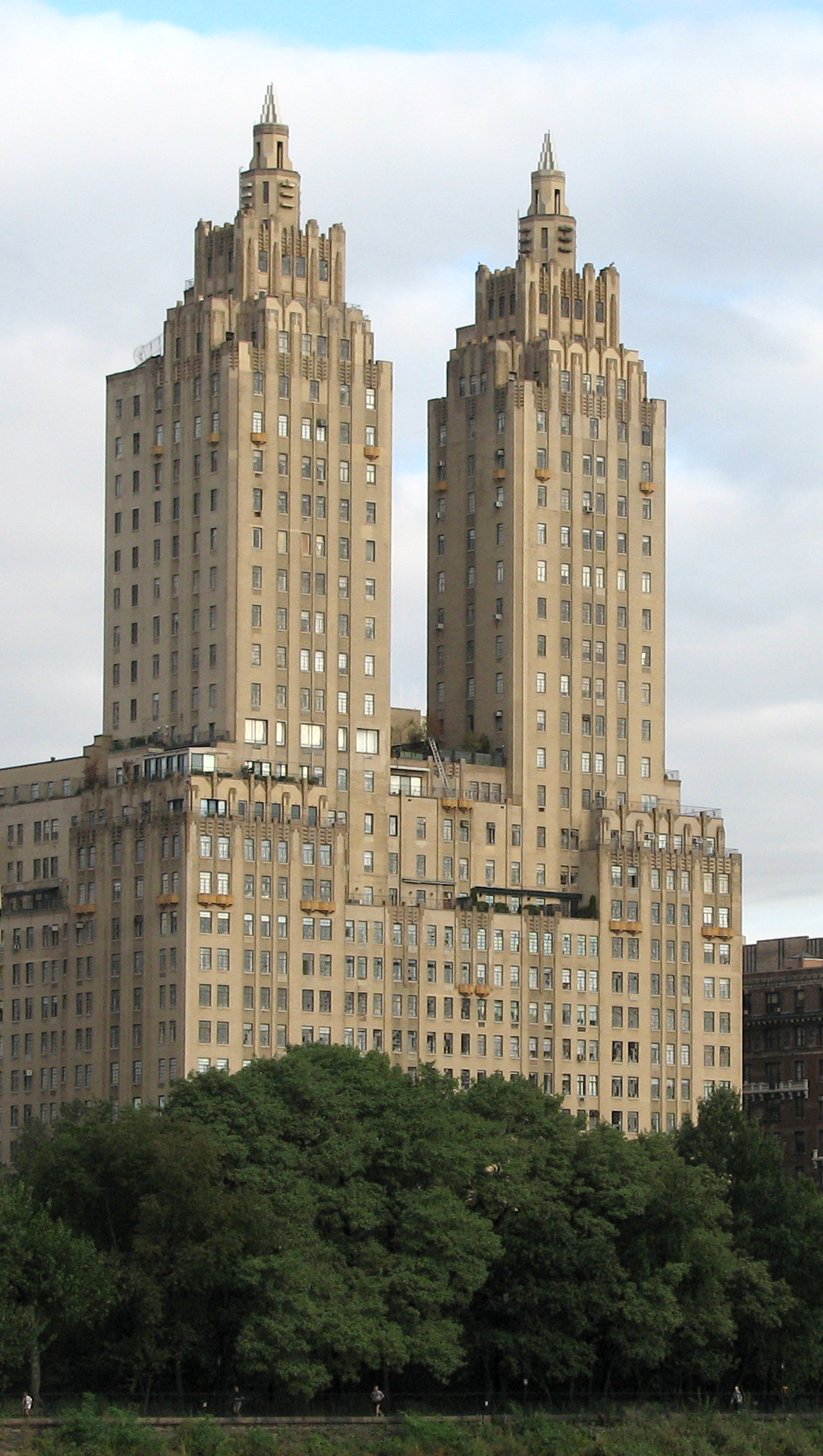
«Эльдорадо». Фото со стороны Центрального парка

Эльдорадо (англ. The Eldorado) — небоскрёб в стиле ар-деко, расположенный по адресу Central Park West, д. 300, в Верхнем Вест-Сайде Манхэттена, г. Нью-Йорк. Является самым северным из четырех в квартале небоскребов-близнецов (кооперативов элитного жилья), примыкающих к Центральному парку. Многоквартирный жилой дом в стиле ар-деко занимает весь квартал, расположенный между Западной 90-й и Западной 91-й улицами, напротив водохранилища имени Жаклин Кеннеди Онассис в Центральном парке.
«Эльдорадо» расположен в границах Исторического района Верхний Вест-Сайд-Сентрал-Парк-Уэст (англ. Upper West Side-Central Park West Historic District), определенных Комиссией по сохранению достопримечательностей Нью-Йорка.

## История
Название унаследовано от здания «Эль-Дорадо» (англ. El Dorado), фешенебельного восьмиэтажного многоквартирного жилого дома (1902), который ранее занимал значительную часть квартала со стороны фасада современного дома.
Здание строилось в 1929—1931 гг., в разгар биржевого краха и последовавшей за ним Великой депрессии. Застройщики испытывали серьезные проблемы с финансированием, и к 1931 году «Эльдорадо» собирались продать за долги, а девелопер Луи Клоск утратил имущественные права на недостроенное здание. Тем не менее, здание удалось достроить, когда девелоперы профинансировали его через новую корпорацию Central Park Plaza. Среди первых квартиросъемщиков были нью-йоркский сенатор Роял Коупленд, известный раввин реформатского иудаизма доктор Стивен С. Уайз, основатель Barneys New York Барни Прессман. Среди современных владельцев квартир — Алек Болдуин, Фэй Данауэй, Моби, Тьюсдей Уэлд и Майкл Джей Фокс. Писатель Синклер Льюис выбрал квартиру-башню, так как из окон открывались виды на все мосты города. Здание также было вымышленным адресом Марджори Морнингстар, героини одноименного романа Германа Вука (1955).

## Архитектура
«Эльдорадо» был построен в 1929—1931 годах по проекту Margon & Holder. В небоскребе 30 этажей. Однако верхние этажи приспособлены для проживания только в южной башне, где находится двухэтажный пентхаус с двумя террасами. На вершине другой башни установлен резервуар для воды, а нижние этажи приспособлены под квартиры. Окрашенные металлические флероны башен созданы по проекту Эмери Рота (англ. Emery Roth; 1871—1948) совместно с Margon & Holder. «Футуристические скульптурные детали „Эльдорадо“, а также его геометрический орнамент и узоры, контрастные материалы и текстуры делают его одним из лучших сооружений ар-деко в городе. Башни увенчаны орнаментированными уступами с абстрактными геометрическими шпилями, которые сравнивали с башнями из „Флэша Гордона“», — писал Стивен Раттенбом. Детали выполнены из искусственного камня, присутствуют бронзовые низкорельефные панно. Симметричное объёмно-пространственное решение здания с террасными уступами можно сравнить с другим зданием Рота «Беризфорд» (англ. The Beresford), строительство которого завершилось в 1929 году.

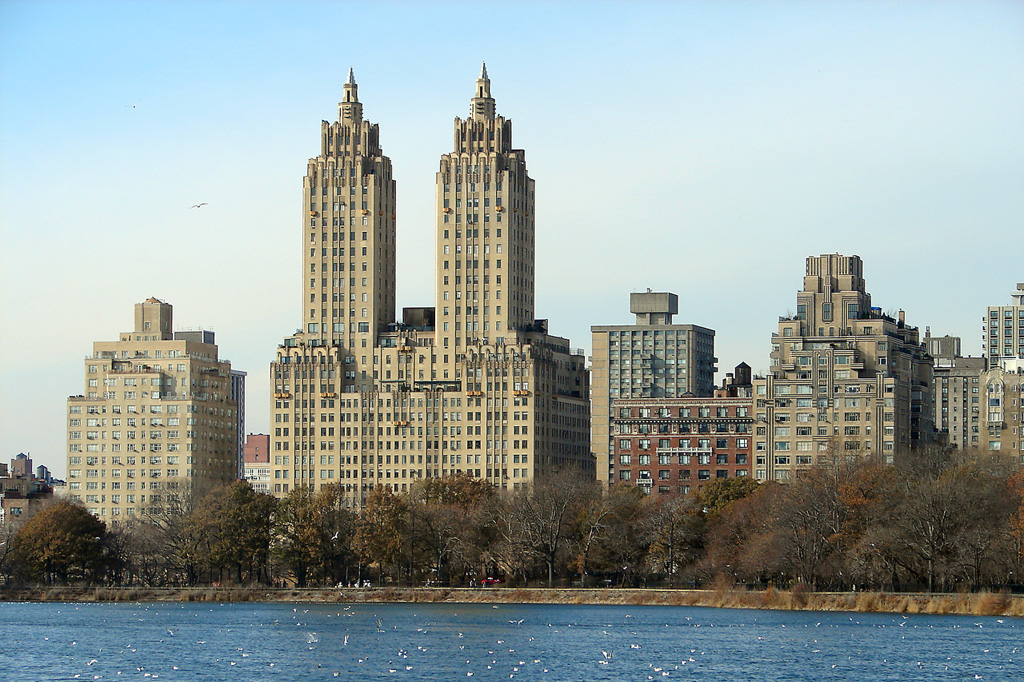
«Эльдорадо» на фоне водохранилища Жаклин Кеннеди Онассис в Центральном парке.